# Heinrich Koch (Maler, 1806)
Heinrich Koch (* 5. September 1806 in Krefeld; † 25. September 1893 ebenda) war ein deutscher Landschaftsmaler der Düsseldorfer Schule und Fotograf.

## Leben
Koch studierte von 1825 bis 1838 an der Kunstakademie Düsseldorf Malerei. Von 1829 bis 1838 war er Schüler in den Klassen des Landschaftsmalers Johann Wilhelm Schirmer. Außer Schirmer eiferte er dem Landschaftsmaler Carl Friedrich Lessing nach. In Düsseldorf ließ er sich nieder. Dort stellte er seine Gemälde, die Landschaften vom Niederrhein, aus der Maasgegend, von der Ahr, aus der Eifel und den Ardennen zeigen, ab 1831 aus. Auch in der Darstellung von Architektur übte er sich. 1861 wurde er Porträtfotograf in Bonn, während er weiterhin malte.